# Bertrand Patenaude
Bertrand M. Patenaude (* 21. Februar 1956) ist ein US-amerikanischer Historiker und als solcher Research Fellow für moderne Geschichte und internationale Politik an der Stanford University und der Hoover Institution.

## Biographie
Patenaude begann sein Studium am Boston College und promovierte an der Stanford University. Ein Jahr (1977–1978) verbrachte er als Doktorand an der Universität Wien. Patenaude ist Autor und Herausgeber mehrerer Bücher über europäische, russische und amerikanische Geschichte. Er lehrte acht Jahre (1992–2000) in der Abteilung für Angelegenheiten der nationalen Sicherheit an der Naval Postgraduate School in Monterey, Kalifornien, wo seine herausragende Leistung als Klassenlehrer mit dem Schieffelin Award for Teaching Excellence zwei Jahre infolge ausgezeichnet wurde.
The Big Show in Bololand gewann 2003 den Marshall Shulman Buchpreis. Mehrerer seiner Werke dienten als Grundlage für Fernseh- oder Radio-Dokumentationen.
Seine Buchrezensionen erscheinen regelmäßig im Wallstreet Journal.
Zu seinen wichtigsten Entdeckungen zählen im Hoover-Archiv ein russisches Buchmanuskript von 1922. Das zuvor nicht identifizierte Manuskript ordnete er dem Moskauer Wirtschaftswissenschaftler Lev Litoshenko zu. Es entpuppte sich als ein erstklassiges Studium der bolschewistischen Agrarpolitik in den ersten Jahren der Sowjetmacht, mit besonderem Schwerpunkt auf dem Kriegskommunismus. In Zusammenarbeit mit russischen Kollegen wurde es als Sotsializatsiia zemli v Rossii („Sozialisierung des Bodens in Russland“, Sibirskii khronograf, Novosibirsk 2001) veröffentlicht.

## Schriften (Auswahl)
- Soviet Scholarship under Gorbachev (Center for Russian and East European Studies, Stanford 1988)
- The Russian Revolution (Garland, 1992)
- Stalin and Stalinism (Garland, 1992)
- mit Terence Emmons: War, Revolution, and Peace in Russia. The Passages of Frank Golder, 1914–1927 (Hoover Institution Press, 1992)
- The Big Show in Bololand. The American Relief Expedition to Soviet Russia in the Famine of 1921 (Stanford University Press, 2002)
- A Wealth of Ideas. Revelations from the Hoover Institution Archives (Stanford University Press, 2006)
- Trotsky. Downfall of a Revolutionary (HarperCollins, 2009)
  - Trotzki. Der verratene Revolutionär. Propyläen, Berlin 2010, ISBN 978-3-549-07377-3.